# Estońska Formuła 2
Estońska Formuła 2 – cykliczne wyścigi rozgrywane w Estonii według przepisów Sowieckiej Formuły 2 w latach 1972–1975. W 1976 roku rozegrano łączone mistrzostwa Formuły 1 i Formuły 2.

## Mistrzowie
| Sezon | Kierowca     | Zespół            | Samochód             |
| ----- | ------------ | ----------------- | -------------------- |
| 1972  | Raido Rüütel | Tallinna Kalev    | Estonia 16M-Moskwicz |
| 1973  | Peep Laansoo | Tallinna Autoveod | Estonia 16M-Moskwicz |
| 1974  | Peep Laansoo | Tallinna Autoveod | Estonia 16M-Moskwicz |
| 1975  | Madis Laiv   | Tallinna Kalev    | Estonia 18-Łada      |

### Wspólnie z Formułą 1
| Sezon | Kierowca    | Zespół     | Samochód       |
| ----- | ----------- | ---------- | -------------- |
| 1976  | Henry Saarm | TSK Neptun | Estonia 17-GAZ |